# Chimarra rosalesi
Chimarra rosalesi là một loài Trichoptera trong họ Philopotamidae. Chúng phân bố ở vùng Tân nhiệt đới.